# Епитафи Вранићима на гробљу Рајковача у Ртарима
Епитафи Вранићима на гробљу Рајковача у Ртарима представљају епиграфска и фамилијарна сведочанства преписана са старих надгробних споменика у доњодрагачевском селу Ртари, Oпштина Лучани.
Вранићи (Вране) дошли су у Ртаре крајем 18. века из села Вране код Ариља. У време када су се доселили, у овом роду је било пет одраслих мушких глава: Радивој, Радосав, Ђоко, Бојо и Обрад.
Како су у време њиховог досељавања Ртари су били слабо насељени, браћа су заузела велики посед, од неколико стотина хектара. Радивој, Радосав и Обрад су се населили у горњи крај села, на подручју где су сада фамилије Вранића, Милошевића и Обрадовића. Бојо и Ђоко су своје домове подигли у Клисури, где су данашњи Петровићи и Бојовићи.
Фамилија је дуго носила презиме Вране, по месту из кога су се доселили. Поред овог, Обрадов син Радисав носио је презиме Обрадовић, а његов син Јован презиме Радисављевић. Бојо и Ђоко су поред презимена Вране користили и презиме Станковић, по коме су најчешће уписивани у књиге.
Презиме Вранићи појављује се тек у другој половини 19. века. Носе га само потомци Обрадови, јер су остале Вране замрле по мушкој линији.
Предање каже да је чланове породице Вранић половином 19. века „поморила” нека болест. Из Државном пописа имовине и становништва Србије 1862/63. године види се да су Вранићи имали само четири члана: 85-годишњег Радисава Обрадовића (рођеног у збегу у Милићевом Селу за време Кочине крајине, истакнутог  устаника) који је у домаћинству живео са унуцима узраста од 12 до 6 година: Миланом, Милошем и Христином, што потврђује приче о страдању ове породице.
Радисав је умро је 1869. године у 91. години живота. Његови унуци, Јованови синови Милош и Милан продужили су породичну лозу.
Данас Вранића има у Ртарима и Чачку. Славе Илиндан.
Споменик једногодишњем Милутину Вранићу (†1861)
МИЛУТИН
син Јована Вранића
поживи 1 г.
а престави се 26 окр. 1861 г.

Споменик Радисаву Вранићу (†1869)
Положену плочу
по гробу поставише ми
и овај вечни спомен сподигоше
благодарни унуци свом деди
ВРАНИ Радисаву
Вранићи
2 брата Милан и Милош
Спомени господи во устроство својему

Споменик Милошу Вранићу (†1903)
1903
Бог отац
гробови су жизне двери
душа моја сад у рају бива
мајка земља тело скрива
Овде почива раб божи
МИЛОШ Вранић из Ртара
дични Србин
добри домаћин
поживи 53 г.
премину у вечни живот
14 фебруара 1903 год.
Оваи надгробни спомен подиже му
његов благодарни син Драгутин.
Писао Ђурђе Томовић из Ртара

Споменик Милану Вранићу (†1903)
Оваи надгробни споменик показује
ђеје сахрањено тело поч.
МИЛАНА Вранића
врсног и много уваженог грађанина
бившег кмета овог села Ртара
поживи 56 г.
а умре 3 априла 1903 г.
Бог да му душу прости.
Овај спомен подигоше му
његови синови Радивоје и Добривоје

Споменик Дринки Вранић (†1905)
Овде почива
ДРИНКА
супруга Добривоја Вранића из Ртара
поживи 25. г.
умре 24 јула 1904 год.
Спомен подиже муж Добривоје

Споменик Марици Вранић (†1906)
Овде тико почивају
земни остатци раба божије
МАРИЦЕ
супруге Милана Вранића из Ртара
која часно и поштено поживи 66 г.
а престави се 18 јуна 1906. год.

Споменик Миленији Вранић (†19??)
Овде почива ра. Божиа
МИЛЕНИЈА
супруга Милоша Вранића
поживи... умре....(оштећено)

Споменик Драгутину Вранићу (†1927)
Овде је сахрањено тело
часног Србина и уваженог домаћина
ДРАГУТИН Вранић из Ртара.
Међу својим комшијама и друговима
лепо и карактерно поживи 49 г.
умро 1927 г.

Споменик Добривоју Вранићу (†1941)
Овде је сахрањен покој.
ДОБРО-ДОБРИВОЈЕ Вранић
бив. из Ртара
рођен 16.II.1871
+ 26.VII-1941 г.
Овај споменик за вечну успомену
подигоше му синови Милан Радисав
и унуци Драгутин и Јордан.
1950 год.